# Raja’i Ayed
Raja'i Ayed Fadel Hassan (Ammán, 1993. július 25. –) jordániai válogatott labdarúgó, az Al-Hussein középpályása.

## Pályafutása

### A válogatottban
2014-ben mutatkozott be a jordán válogatottban. Részt vett a 2015-ös Ázsia-kupán.

## Statisztika

### A válogatottban
2017. március 23-i állapot szerint.
| Jordánia | Jordánia | Jordánia |
| Év       | Mérk.    | Gólok    |
| -------- | -------- | -------- |
| 2014     | 12       | 0        |
| 2015     | 7        | 0        |
| 2016     | 5        | 0        |
| 2017     | 5        | 0        |
| 2018     | 2        | 0        |
| Összesen | 31       | 0        |